# Pimelodella metae
Pimelodella metae är en fiskart som beskrevs av Eigenmann, 1917. Pimelodella metae ingår i släktet Pimelodella och familjen Heptapteridae. Inga underarter finns listade i Catalogue of Life.